# 후쿠다 도쿠조
후쿠다 도쿠조(福田德三, 1874년 12월 2일 ~ 1930년 5월 8일)는 일본의 경제학자이다.

## 생애
일본 도쿄 간다에서 태어났다. 고등상업학교(후의 도쿄고등상업학교, 현재의 히토츠바시대학)를 졸업했고, 1898년 독일에 유학해 1900년 뮌헨대학에서 박사학위를 받았다. 고등상업학교, 게이오대, 도쿄상과대학(히토쓰바시대)에서 교편을 잡았다. 1930년 당뇨병으로 게이오병원에 입원, 충수염으로 사망했다.

## 주장
다이쇼 데모크라시 시기에 여명회를 조직해 민본주의 계몽을 위해 노력했다. 제1차 세계대전 이후에는 마르크스주의에 비판적인 입장에서 민본주의, 자유주의에 서서 정부에 의한 사회.노동문제 해결을 주장했다. 일본 복지국가론의 선구자로 꼽힌다.

### 한국 봉건제 결여.정체성론 주장
한국을 여행한 경험을 바탕으로 1903~1904년에 '한국의 경제조직과 경제단위'라는 논문을 발표했다. 이 논문에서 한국에 봉건제가 결여되어 있었고, 이에 따라 정체됐기 때문에 근대화에 늦었다고 주장했다. 19세기 말에서 20세기 초 한국의 사회경제적 발전 단계는 일본의 봉건제가 성립한 가마쿠라시대 보다 뒤진 10세기 후지와라시대에 해당한다고 주장하기도 했다.

## 저서
- '일본경제사론'
- '국민경제강화'
- '후생경제연구'

## 같이 보기
- 식민사관
- 백남운
- 전석담